# Pachypanchax patriciae
Pachypanchax patriciae es una especie de pez de la familia de los aplocheílidos en el orden de los ciprinodontiformes.

## Morfología
Los machos pueden alcanzar los 5,2 cm de longitud total.

## Distribución geográfica
Se encuentran en Madagascar.